# VDAC1
VDAC1 (англ. Voltage dependent anion channel 1) – білок, який кодується однойменним геном, розташованим у людей на короткому плечі 5-ї хромосоми.  Довжина поліпептидного ланцюга білка становить 283 амінокислот, а молекулярна маса — 30 773.
| 10         |  | 20         |  | 30         |  | 40         |  | 50         |
| ---------- |  | ---------- |  | ---------- |  | ---------- |  | ---------- |
| MAVPPTYADL |  | GKSARDVFTK |  | GYGFGLIKLD |  | LKTKSENGLE |  | FTSSGSANTE |
| TTKVTGSLET |  | KYRWTEYGLT |  | FTEKWNTDNT |  | LGTEITVEDQ |  | LARGLKLTFD |
| SSFSPNTGKK |  | NAKIKTGYKR |  | EHINLGCDMD |  | FDIAGPSIRG |  | ALVLGYEGWL |
| AGYQMNFETA |  | KSRVTQSNFA |  | VGYKTDEFQL |  | HTNVNDGTEF |  | GGSIYQKVNK |
| KLETAVNLAW |  | TAGNSNTRFG |  | IAAKYQIDPD |  | ACFSAKVNNS |  | SLIGLGYTQT |
| LKPGIKLTLS |  | ALLDGKNVNA |  | GGHKLGLGLE |  | FQA        |  |            |

A: Аланін

C: Цистеїн

D: Аспарагінова кислота

E: Глутамінова кислота

F: Фенілаланін

G: Гліцин

H: Гістидин

I: Ізолейцин

K: Лізин

L: Лейцин

M: Метіонін

N: Аспарагін

P: Пролін

Q: Глутамін

R: Аргінін

S: Серин

T: Треонін

V: Валін

W: Триптофан

Кодований геном білок за функцією належить до поринів. 
Задіяний у таких біологічних процесах як апоптоз, взаємодія хазяїн-вірус, транспорт іонів, транспорт. 
Локалізований у клітинній мембрані, мембрані, мітохондрії, зовнішній мембрані мітохондрій.